# 대한민국의 대학 캠퍼스 면적 현황
다음은 2018년 기준 대한민국의 대학 캠퍼스 면적 현황이다.
| 이름                    | 종류         | 설립       | 위치        | 부지(m²)  | 비고   |
| ----------------------- | ------------ | ---------- | ----------- | --------- | ------ |
| 가야대학교              | 대학         | 사립       | 경남 김해   | 595,345   |        |
| 가천대학교              | 대학         | 사립       | 경기 성남   | 716,917   | [ 1 ]  |
| 가톨릭관동대학교        | 대학         | 사립       | 강원 강릉   | 310,894   |        |
| 가톨릭대학교            | 대학         | 사립       | 경기 부천   | 371,647   | [ 2 ]  |
| 감리교신학대학교        | 대학         | 사립       | 서울 서대문 | 24,329    |        |
| 강남대학교              | 대학         | 사립       | 경기 용인   | 198,178   |        |
| 강릉원주대학교          | 대학         | 국립       | 강원 강릉   | 817,582   | [ 3 ]  |
| 강원대학교              | 대학         | 국립       | 강원 춘천   | 1,617,127 | [ 4 ]  |
| 강원도립대학교          | 전문대학     | 공립       | 강원 강릉   | 151,689   |        |
| 건국대학교              | 대학         | 사립       | 서울 광진   | 473,565   |        |
| 건국대학교 글로컬캠퍼스 | 대학         | 사립       | 충북 충주   | 348,823   |        |
| 건양대학교              | 대학         | 사립       | 충남 논산   | 376,420   | [ 5 ]  |
| 경기대학교              | 대학         | 사립       | 경기 수원   | 504,583   | [ 6 ]  |
| 경남과학기술대학교      | 대학         | 국립       | 경남 진주   | 287,214   |        |
| 경남대학교              | 대학         | 사립       | 경남 창원   | 534,451   |        |
| 경남도립거창대학        | 전문대학     | 공립       | 경남 거창   | 94,495    |        |
| 경남도립남해대학        | 전문대학     | 공립       | 경남 남해   | 67,653    |        |
| 경동대학교              | 대학         | 사립       | 강원 고성   | 1,292,775 | [ 7 ]  |
| 경북대학교              | 대학         | 국립       | 대구 북구   | 1,356,679 | [ 8 ]  |
| 경북도립대학교          | 전문대학     | 공립       | 경북 예천   | 110,922   |        |
| 경상대학교              | 대학         | 국립       | 경남 진주   | 1,582,872 | [ 9 ]  |
| 경성대학교              | 대학         | 사립       | 부산 남구   | 370,605   |        |
| 경운대학교              | 대학         | 사립       | 경북 구미   | 331,219   |        |
| 경인교육대학교          | 교육대학     | 국립       | 인천 계양   | 406,393   | [ 10 ] |
| 경일대학교              | 대학         | 사립       | 경북 경산   | 240,592   |        |
| 경주대학교              | 대학         | 사립       | 경북 경주   | 376,087   |        |
| 경희대학교              | 대학         | 사립       | 서울 동대문 | 1,691,385 | [ 11 ] |
| 계명대학교              | 대학         | 사립       | 대구 달서   | 1,674,228 | [ 12 ] |
| 고려대학교              | 대학         | 사립       | 서울 성북   | 882,370   |        |
| 고려대학교 세종캠퍼스   | 대학         | 사립       | 세종 조치원 | 426,793   |        |
| 고신대학교              | 대학         | 사립       | 부산 영도   | 384,266   | [ 13 ] |
| 공주교육대학교          | 교육대학     | 국립       | 충남 공주   | 99,652    |        |
| 공주대학교              | 대학         | 국립       | 충남 공주   | 1,192,566 | [ 14 ] |
| 광신대학교              | 대학         | 사립       | 광주 북구   | 40,611    |        |
| 광운대학교              | 대학         | 사립       | 서울 노원   | 75,836    |        |
| 광주가톨릭대학교        | 대학         | 사립       | 전남 나주   | 354,878   |        |
| 광주과학기술원          | 대학         | 특별법법인 | 광주 북구   | 630,741   |        |
| 광주교육대학교          | 교육대학     | 국립       | 광주 북구   | 164,907   |        |
| 광주대학교              | 대학         | 사립       | 광주 남구   | 251,941   |        |
| 광주여자대학교          | 대학         | 사립       | 광주 광산   | 125,267   |        |
| 국민대학교              | 대학         | 사립       | 서울 성북   | 224,137   |        |
| 군산대학교              | 대학         | 국립       | 전북 군산   | 867,825   |        |
| 극동대학교              | 대학         | 사립       | 충북 음성   | 228,316   |        |
| 금강대학교              | 대학         | 사립       | 충남 논산   | 133,788   |        |
| 금오공과대학교          | 대학         | 국립       | 경북 구미   | 727,757   |        |
| 김천대학교              | 대학         | 사립       | 경북 김천   | 165,073   |        |
| 꽃동네대학교            | 대학         | 사립       | 충북 청주   | 76,556    |        |
| 나사렛대학교            | 대학         | 사립       | 충남 천안   | 119,827   |        |
| 남부대학교              | 대학         | 사립       | 광주 광산   | 116,071   |        |
| 남서울대학교            | 대학         | 사립       | 충남 천안   | 461,968   |        |
| 단국대학교              | 대학         | 사립       | 경기 용인   | 1,057,774 | [ 15 ] |
| 대구가톨릭대학교        | 대학         | 사립       | 경북 경산   | 875,501   | [ 16 ] |
| 대구경북과학기술원      | 대학         | 특별법법인 | 대구 달성   | 674,562   |        |
| 대구교육대학교          | 교육대학     | 국립       | 대구 남구   | 65,751    |        |
| 대구대학교              | 대학         | 사립       | 경북 경산   | 2,341,143 | [ 17 ] |
| 대구예술대학교          | 대학         | 사립       | 경북 칠곡   | 65,377    |        |
| 대구한의대학교          | 대학         | 사립       | 경북 경산   | 422,773   | [ 18 ] |
| 대전가톨릭대학교        | 대학         | 사립       | 세종 전의   | 161,947   |        |
| 대신대학교              | 대학         | 사립       | 경북 경산   | 45,018    |        |
| 대진대학교              | 대학         | 사립       | 경기 포천   | 2,000,000 |        |
| 대전대학교              | 대학         | 사립       | 대전 동구   | 360,453   |        |
| 대전신학대학교          | 대학         | 사립       | 대전 대덕   | 15,108    |        |
| 덕성여자대학교          | 대학         | 사립       | 서울 도봉   | 188,184   | [ 19 ] |
| 동국대학교              | 대학         | 사립       | 서울 중구   | 341,498   | [ 20 ] |
| 동국대학교 경주캠퍼스   | 대학         | 사립       | 경북 경주   | 493,599   |        |
| 동덕여자대학교          | 대학         | 사립       | 서울 성북   | 54,775    |        |
| 동명대학교              | 대학         | 사립       | 부산 남구   | 330,252   |        |
| 동서대학교              | 대학         | 사립       | 부산 사상   | 330,718   | [ 21 ] |
| 동신대학교              | 대학         | 사립       | 전남 나주   | 592,846   |        |
| 동아대학교              | 대학         | 사립       | 부산 사하   | 1,418,298 | [ 22 ] |
| 동양대학교              | 대학         | 사립       | 경북 영주   | 470,068   | [ 23 ] |
| 동의대학교              | 대학         | 사립       | 부산 부산진 | 568,896   |        |
| 루터대학교              | 대학         | 사립       | 경기 용인   | 95,499    |        |
| 마산대학교              | 대학         | 사립       | 경남 창원   | 264,103   | [ 24 ] |
| 명지대학교              | 대학         | 사립       | 경기 용인   | 558,639   | [ 25 ] |
| 목원대학교              | 대학         | 사립       | 대전 서구   | 461,059   |        |
| 목포가톨릭대학교        | 대학         | 사립       | 전남 목포   | 21,601    |        |
| 목포대학교              | 대학         | 국립       | 전남 목포   | 798,914   | [ 26 ] |
| 목포해양대학교          | 대학         | 국립       | 전남 목포   | 170,943   |        |
| 배재대학교              | 대학         | 사립       | 대전 서구   | 220,293   |        |
| 배화여자대학교          | 대학         | 사립       | 서울 종로   | 23,389    |        |
| 백석대학교              | 대학         | 사립       | 충남 천안   | 466,310   |        |
| 부경대학교              | 대학         | 국립       | 부산 남구   | 682,526   |        |
| 부산가톨릭대학교        | 대학         | 사립       | 부산 금정   | 147,595   |        |
| 부산교육대학교          | 교육대학     | 국립       | 부산 연제   | 124,828   |        |
| 부산대학교              | 대학         | 국립       | 부산 금정   | 1,262,950 | [ 27 ] |
| 부산외국어대학교        | 대학         | 사립       | 부산 금정   | 211,606   |        |
| 부산장신대학교          | 대학         | 사립       | 경남 김해   | 96,492    |        |
| 삼육대학교              | 대학         | 사립       | 서울 노원   | 319,537   |        |
| 상명대학교              | 대학         | 사립       | 서울 종로   | 428,697   | [ 28 ] |
| 상지대학교              | 대학         | 사립       | 강원 원주   | 224,657   |        |
| 서강대학교              | 대학         | 사립       | 서울 마포   | 193,144   |        |
| 서경대학교              | 대학         | 사립       | 서울 성북   | 53,615    |        |
| 서울과학기술대학교      | 대학         | 국립       | 서울 노원   | 504,922   |        |
| 서울기독대학교          | 대학         | 사립       | 서울 은평   | 7,940     |        |
| 서울대학교              | 대학         | 국립대법인 | 서울 관악   | 6,206,314 | [ 29 ] |
| 서울시립대학교          | 대학         | 공립       | 서울 동대문 | 434,004   |        |
| 서울신학대학교          | 대학         | 사립       | 경기 부천   | 73,563    |        |
| 서울여자대학교          | 대학         | 사립       | 서울 노원   | 225,020   | [ 30 ] |
| 서울장신대학교          | 대학         | 사립       | 경기 광주   | 62,268    |        |
| 서울한영대학교          | 대학         | 사립       | 서울 구로   | 18,899    |        |
| 서원대학교              | 대학         | 사립       | 충북 청주   | 132,092   |        |
| 선문대학교              | 대학         | 사립       | 충남 아산   | 901,744   | [ 31 ] |
| 성결대학교              | 대학         | 사립       | 경기 안양   | 182,430   |        |
| 성공회대학교            | 대학         | 사립       | 서울 구로   | 39,431    |        |
| 성균관대학교            | 대학         | 사립       | 서울 종로   | 631,920   | [ 32 ] |
| 성신여자대학교          | 대학         | 사립       | 서울 성북   | 158,121   | [ 33 ] |
| 세명대학교              | 대학         | 사립       | 충북 제천   | 1,855,163 |        |
| 세종대학교              | 대학         | 사립       | 서울 광진   | 118,834   |        |
| 세한대학교              | 대학         | 사립       | 전남 영암   | 392,542   | [ 34 ] |
| 송원대학교              | 대학         | 사립       | 광주 남구   | 152,184   |        |
| 수원가톨릭대학교        | 대학         | 사립       | 경기 화성   | 125,605   |        |
| 수원대학교              | 대학         | 사립       | 경기 화성   | 774,391   |        |
| 숙명여자대학교          | 대학         | 사립       | 서울 용산   | 68,305    |        |
| 순복음총회신학교        | 각종학교     | 사립       | 충북 제천   | 16,508    |        |
| 순천대학교              | 대학         | 국립       | 전남 순천   | 338,925   |        |
| 순천향대학교            | 대학         | 사립       | 충남 아산   | 491,878   |        |
| 숭실대학교              | 대학         | 사립       | 서울 동작   | 133,951   |        |
| 신경대학교              | 대학         | 사립       | 경기 화성   | 68,572    |        |
| 신라대학교              | 대학         | 사립       | 부산 사상   | 874,686   |        |
| 신한대학교              | 대학         | 사립       | 경기 동두천 | 334708    | [ 35 ] |
| 아세아연합신학대학교    | 대학         | 사립       | 경기 양평   | 121,323   |        |
| 아주대학교              | 대학         | 사립       | 경기 수원   | 495,800   |        |
| 안동대학교              | 대학         | 국립       | 경북 안동   | 785,470   |        |
| 안양대학교              | 대학         | 사립       | 경기 안양   | 247,663   | [ 36 ] |
| 연세대학교              | 대학         | 사립       | 서울 서대문 | 1,443,182 | [ 37 ] |
| 연세대학교 미래캠퍼스   | 대학         | 사립       | 강원 원주   | 1,689,195 |        |
| 영남대학교              | 대학         | 사립       | 경북 경산   | 2,721,773 | [ 17 ] |
| 영남신학대학교          | 대학         | 사립       | 경북 경산   | 57,505    |        |
| 영산대학교              | 대학         | 사립       | 경남 양산   | 281,442   | [ 38 ] |
| 영산선학대학교          | 대학         | 사립       | 전남 영광   | 70,916    |        |
| 예수대학교              | 대학         | 사립       | 전북 전주   | 18,568    |        |
| 예원예술대학교          | 대학         | 사립       | 전북 임실   | 143,151   | [ 39 ] |
| 용인대학교              | 대학         | 사립       | 경기 용인   | 501,207   |        |
| 우석대학교              | 대학         | 사립       | 전북 완주   | 427,703   | [ 40 ] |
| 우송대학교              | 대학         | 사립       | 대전 동구   | 340,677   |        |
| 울산과학기술원          | 대학         | 특별법법인 | 울산 울주   | 1,041,657 |        |
| 울산대학교              | 대학         | 사립       | 울산 남구   | 531,474   |        |
| 원광대학교              | 대학         | 사립       | 전북 익산   | 661,916   |        |
| 위덕대학교              | 대학         | 사립       | 경북 경주   | 855,204   |        |
| 유원대학교              | 대학         | 사립       | 충북 영동   | 553,442   | [ 41 ] |
| 을지대학교              | 대학         | 사립       | 대전 중구   | 94,010    | [ 42 ] |
| 이화여자대학교          | 대학         | 사립       | 서울 서대문 | 544,964   |        |
| 인제대학교              | 대학         | 사립       | 경남 김해   | 323445    | [ 43 ] |
| 인천가톨릭대학교        | 대학         | 사립       | 인천 강화   | 134,748   |        |
| 인천대학교              | 대학         | 국립대법인 | 인천 연수   | 721,081   |        |
| 인하대학교              | 대학         | 사립       | 인천 미추홀 | 361,087   |        |
| 장로회신학대학교        | 대학         | 사립       | 서울 광진   | 63,090    |        |
| 전남대학교              | 대학         | 국립       | 광주 북구   | 1,362,008 | [ 44 ] |
| 전남도립대학교          | 전문대학     | 공립       | 전남 담양   | 220,143   |        |
| 전북대학교              | 대학         | 국립       | 전북 전주   | 1,446,970 | [ 45 ] |
| 전주교육대학교          | 교육대학     | 국립       | 전북 전주   | 78,754    |        |
| 전주대학교              | 대학         | 사립       | 전북 전주   | 596,329   |        |
| 제주국제대학교          | 대학         | 사립       | 제주 제주   | 177,643   |        |
| 제주대학교              | 대학         | 국립       | 제주 제주   | 1,146,638 |        |
| 조선대학교              | 대학         | 사립       | 광주 동구   | 1,048,165 |        |
| 중부대학교              | 대학         | 사립       | 충남 금산   | 685,396   | [ 46 ] |
| 중앙대학교              | 대학         | 사립       | 서울 동작   | 910,385   | [ 47 ] |
| 중앙승가대학교          | 대학         | 사립       | 경기 김포   | 174,260   |        |
| 중원대학교              | 대학         | 사립       | 충북 괴산   | 323,312   |        |
| 진주교육대학교          | 교육대학     | 국립       | 전남 진주   | 94,745    |        |
| 차의과대학교            | 대학         | 사립       | 경기 포천   | 96,641    | [ 48 ] |
| 창신대학교              | 대학         | 사립       | 경남 창원   | 80,983    |        |
| 창원대학교              | 대학         | 국립       | 경남 창원   | 784,255   |        |
| 청운대학교              | 산업대학     | 사립       | 충남 홍성   | 383,097   |        |
| 청주교육대학교          | 교육대학     | 국립       | 충북 청주   | 117,370   |        |
| 청주대학교              | 대학         | 사립       | 충북 청주   | 551,482   |        |
| 초당대학교              | 대학         | 사립       | 전남 무안   | 276,763   |        |
| 총신대학교              | 대학         | 사립       | 서울 동작   | 940,222   | [ 49 ] |
| 추계예술대학교          | 대학         | 사립       | 서울 서대문 | 32,715    |        |
| 춘천교육대학교          | 교육대학     | 국립       | 강원 춘천   | 190,462   |        |
| 충남대학교              | 대학         | 국립       | 대전 유성   | 1,600,778 | [ 50 ] |
| 충남도립대학교          | 전문대학     | 공립       | 충남 청양   | 136,352   |        |
| 충북대학교              | 대학         | 국립       | 충북 청주   | 956,101   |        |
| 충북도립대학교          | 전문대학     | 공립       | 충북 옥천   | 48,019    | [ 51 ] |
| 침례신학대학교          | 대학         | 사립       | 대전 유성   | 184,503   |        |
| 칼빈대학교              | 대학         | 사립       | 경기 용인   | 34,315    |        |
| 케이씨대학교            | 대학         | 사립       | 서울 강서   | 92,483    |        |
| 평택대학교              | 대학         | 사립       | 경기 평택   | 131,062   |        |
| 포항공과대학교          | 대학         | 사립       | 경북 포항   | 1,627,255 |        |
| 한경대학교              | 대학         | 국립       | 경기 안성   | 165,061   |        |
| 한국과학기술원          | 대학         | 특별법법인 | 대전 유성   | 1,541,975 | [ 52 ] |
| 한국교원대학교          | 대학         | 국립       | 충북 청주   | 776,701   |        |
| 한국교통대학교          | 대학         | 국립       | 충북 충주   | 861,033   | [ 53 ] |
| 한국국제대학교          | 대학         | 사립       | 경남 진주   | 412,805   |        |
| 한국기술교육대학교      | 대학         | 사립       | 충남 천안   | 445,941   |        |
| 한국농수산대학          | 전문대학     | 특별법국립 | 전북 전주   | 327,300   |        |
| 한동대학교              | 대학         | 사립       | 경북 포항   | 248,246   |        |
| 한국방송통신대학교      | 방송통신대학 | 국립       | 서울 종로   | 170,686   | [ 54 ] |
| 한국복지대학교          | 전문대학     | 국립       | 경기 평택   | 83,674    |        |
| 한국산업기술대학교      | 대학         | 사립       | 경기 시흥   | 178,465   |        |
| 한국성서대학교          | 대학         | 사립       | 서울 노원   | 18,619    |        |
| 한국예술종합학교        | 각종학교     | 특별법국립 | 서울 성북   | 192,313   | [ 55 ] |
| 한국외국어대학교        | 대학         | 사립       | 서울 동대문 | 2,309,595 | [ 11 ] |
| 한국전통문화대학교      | 대학         | 특별법국립 | 충남 부여   | 225,478   |        |
| 한국체육대학교          | 대학         | 국립       | 서울 송파   | 111,902   |        |
| 한국학대학원            | 일반대학원   | 특별법법인 | 경기 성남   | 181,511   |        |
| 한국항공대학교          | 대학         | 사립       | 경기 고양   | 141,532   |        |
| 한국해양대학교          | 대학         | 국립       | 부산 영도   | 565,489   |        |
| 한남대학교              | 대학         | 사립       | 대전 대덕   | 509,520   |        |
| 한라대학교              | 대학         | 사립       | 강원 원주   | 508,124   |        |
| 한려대학교              | 대학         | 사립       | 전남 광양   | 90,042    |        |
| 한림대학교              | 대학         | 사립       | 강원 춘천   | 259,797   |        |
| 한밭대학교              | 대학         | 국립       | 대전 유성   | 315,764   |        |
| 한서대학교              | 대학         | 사립       | 충남 서산   | 1,166,627 | [ 56 ] |
| 한성대학교              | 대학         | 사립       | 서울 성북   | 48,746    |        |
| 한세대학교              | 대학         | 사립       | 경기 군포   | 105,740   |        |
| 한신대학교              | 대학         | 사립       | 경기 오산   | 546,087   | [ 57 ] |
| 한양대학교              | 대학         | 사립       | 서울 성북   | 398,067   |        |
| 한양대학교 ERICA캠퍼스  | 대학         | 사립       | 경기 안산   | 1,309,515 |        |
| 한일장신대학교          | 대학         | 사립       | 전북 완주   | 95,529    |        |
| 협성대학교              | 대학         | 사립       | 경기 화성   | 141,156   |        |
| 호남대학교              | 대학         | 사립       | 광주 광산   | 254,210   |        |
| 호남신학대학교          | 대학         | 사립       | 광주 남구   | 47,017    |        |
| 호서대학교              | 대학         | 사립       | 충남 아산   | 991,690   | [ 58 ] |
| 호원대학교              | 산업대학     | 사립       | 전북 군산   | 279,512   |        |
| 홍익대학교              | 대학         | 사립       | 서울 마포   | 1,400,186 | [ 59 ] |